# De dwerg in het rotsbos
De dwerg in het rotsbos is het derde stripalbum uit de reeks Johan en Pirrewiet. Het bevat 1 lang en 4 korte verhalen. Het titelverhaal verscheen voor het eerst in 1954 in de nummers 845 tot en met 858 van weekblad Spirou. Het album volgde in 1955.
Dit is het eerste album waarin Pirrewiet voorkomt. Die moest een tegenwicht vormen voor de held Johan, die tot dan niet echt omringd was door vaste, belangrijke nevenpersonages.

## Achtergrond
In de jaren 60, toen hij met De Smurführer bezig was, begon Peyo het verhaal te hertekenen in de stijl van zijn latere albums, een idee dat Peyo oppikte bij Hergé, die de eerste verhalen van Kuifje ook hertekende. De aanleiding was de vraag van uitgeverij Dupuis om het uitgeputte album opnieuw uit te geven, deze keer met een kartonnen, harde kaft in plaats van de eerdere zachte kaft. Walthéry maakte een aantal proefplaten, maar vond dat een herziene versie de oorspronkelijke charme teniet zou doen. Ook Derib werd gevraagd om te helpen. Hij was wel enthousiast, want hij hield van de serie en wou graag paarden tekenen. Peyo was van plan hem de paarden en enkele personages effectief toe te kennen voor dit project. De Smurfen eisten echter te veel tijd op, waardoor het project een stille dood stierf. Enkel de omslag werd vernieuwd. In 1967 verscheen het album met de licht aangepaste kaft en aangevuld met de korte verhalen voor het eerst.
De drie eerste korte verhalen verschenen eerst in 1956 in Risque-Tout, een weekblad van Dupuis gericht aan adolescenten. Het vierde verhaaltje, Duizend dukaten, verscheen in 1957 tussen de publicatie van De zwarte pijl en De slotheer van Schoonburg in het Spirou (nummer 1000) om de continuïteit van de reeks te verzekeren.

## Verhalen

### De dwerg in het rotsbos
Dorpelingen komen bij de koning klagen over een duivel die het rotsbos onveilig maakt door te gappen en grapjes uit te halen. Johan onderzoekt de situatie en vindt de "duivel": de dwerg Pirrewiet. Johan ziet snel in dat Pirrewiet niet echt kwaadaardig is en wil hem in het kasteel van de koning tewerkstellen. Helaas worden zijn plannen ondermijnd door de ontvoering van prinses Anna, de nicht van de koning. Volgens twee soldaten werd ze gekidnapt door Pirrewiet. Johan gelooft dit niet en ontmaskert de twee soldaten: ze zijn in feite ingehuurd door Wouterskerke, die Anna heeft gekidnapt. Johan trekt op onderzoek, maar wordt ook gevangengenomen door Wouterskerke. Pirrewiet komt Johan bevrijden en ze bevrijden samen de prinses, maar worden bij hun vlucht tegengehouden door de mannen van Wouterskerke. Ze vluchten in de toren. Pirrewiet weet er uit te ontsnappen en kan de koning inlichten. Met zijn hulp kunnen ook Johan en prinses Anna bevrijd worden, maar Wouterskerkes handlanger Willem (zie ook De nederlaag van Basenau) weet nog te ontsnappen. Sikje, Pirrewiets geit, weet de schurk uiteindelijk te pakken. Pirrewiets naam wordt ten slotte gezuiverd en hij kan als de slag als hofnar.

### Koenraad de dappere
Koenraad Van Krimmen is door zijn vader naar de koning gestuurd om van hem een echte ridder te maken. Koenraad schept er al direct op over zijn vele heldendaden. Johan en Pirrewiet zijn het moe en denken dat hij bluft. Ze zetten een val voor hem op en hij blinkt uiteindelijk uit in lafheid.

### Tovenarij in het kasteel
Johan en Pirrewiet komen aan in het kasteel en treffen er iedereen slapend aan. Johan verdenkt een kwakzalver, maar uiteindelijk blijkt een koopman de bewoners van het kasteel per ongeluk een slaapmiddel te hebben gegeven.

### Het galgehuis
Johan en Pirrewiet willen overnachten in een herberg. De herbergier hoort bij een roversbende en probeert de helden te bestelen. Pirrewiet heeft echter gehoord wat de rovers van plan waren en samen met Johan overmeestert hij ze een na een.

### Duizend dukaten
Pirrewiet maakt een hels kabaal met zijn muziekinstrument. Johan bedenkt een plan om zijn instrument af te nemen. Hij laat een man een schatkaart ruilen voor het instrument. Pirrewiet zoekt naar de schat en vindt er ook effectief een. Hij koopt er een boel instrumenten mee en maakt uiteindelijk nog meer kabaal dan vroeger...